# Д’Абрео, Робин
Ро́бин Джуд Д’Абре́о (англ. Robin D'Abreo; род. 3 марта 1975, Бомбей) — канадский хоккеист на траве, полузащитник национальной сборной Канады и хоккейного клуба Торонто, участник летних Олимпийских игр 2000 года, чемпион Панамериканских игр 1999 года.

## Спортивная биография
Робин Д’Абрео родился в Индии, но в 1987 году переехал в Канаду, где и стал серьёзно заниматься хоккеем на траве. Первый свой матч за национальную сборную Канады Робин сыграл в 1993 году против сборной Франции. Самым значимые успехи Робина на международной арене связаны с Панамериканскими играми. В 1999 году Д’Абрео выиграл хоккейный турнир на играх в Виннипеге, а в 1995 и 2003 годах становился серебряным призёром Панамериканских игр.
В 2000 году Робин Д’Абрео принял участие в летних Олимпийских играх в Сиднее. Канадский хоккеист принял участие во всех матчах своей команды, однако сборная Канады не смогла показать высокого результата и заняла только 10-е место.

## Личная жизнь
- Женат на бывшей хоккеистке женской сборной Канады Дане Андерсон.